# 沙島燈塔 (威斯康辛州)
沙島燈塔（英語：Sand Island Light）是位於美國威斯康辛州貝菲縣蘇必利爾湖中使徒群島之一沙島北端的一座燈塔，靠近貝菲市。
美國燈塔委員會在建造燈塔時使用了與1868年建造的麥格爾平點燈塔、1871年建造的鷹港燈塔和1875年建造的白河燈塔相同的設計。
目前由美國國家公園管理局所有，是使徒群島國家湖岸保護區的一部分，於1977年被添加到國家史蹟名錄中，為編號77000145的一部分。由美國國會圖書館於大蕭條時期進行的歷史建築調查有對沙島燈塔進行調查，調查編號為WI-313。
沙島燈塔是使徒群島中唯一一座由褐砂石建造的燈塔，位於使徒群島的最西部。

歷史建築調查時繪製的調查圖之一，繪有燈塔外觀與附近地勢。

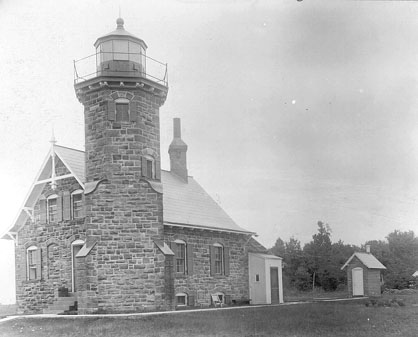
美國海岸警衛隊檔案照片

## 歷史
1871年，燈塔委員會請求美國國會撥款在沙島上建造一座燈塔，以引導船隻駛向覆盆子島燈塔所在的西航道，並補足使徒群島的最西部的導航缺口。然而，國會拒絕了包含當年及未來六年的請求，直到1880年，國會才同意建造一座燈塔，並派出一名工程師開始規劃燈塔的建設。沙島燈塔的設計與上文提到的其他三座燈塔相同，但使用了使徒群島當地的褐砂石而非磚塊。燈塔有著長9.1公尺、寬7.9公尺的住宅，並在建築的西角添加了13公尺高的塔樓作為燈塔使用。當燈塔接近完工時，燈室中安裝了一個四階菲涅耳透鏡，並任命了一名代理燈塔看守員。燈塔於1881年9月25日首次點亮，原本的代理看守員於次年被任命為永久看守員。
1910年代末，當地的航運模式發生了變化，沙島燈塔變得不再那麼重要。1921年，燈塔進行了自動化改造，燈塔看守員被重新分配到明尼蘇達州的大沼澤城燈塔。1933年，自動化燈器被拆除，美國海岸警衛隊在燈塔前建造了一座15公尺高的鋼塔。並將拆下的燈器放置在頂部，直到1985年，鋼塔被拆除後，燈器又被重新安裝在沙島燈塔上。

## 外部連結
- https://marinas.com/view/lighthouse/v4aze2_Sand_Island_Light_Lighthouse_Bayfield_WI_United_States （页面存档备份，存于）
- http://loc.gov/pictures/item/wi0238/ （页面存档备份，存于）
- https://www.ibiblio.org/lighthouse/wi2.htm （页面存档备份，存于）